# Distretto di Muecate
Il distretto di Muecate è un distretto del Mozambico, facente parte della Provincia di Nampula.